# Rudolf Lange (Japanologe)

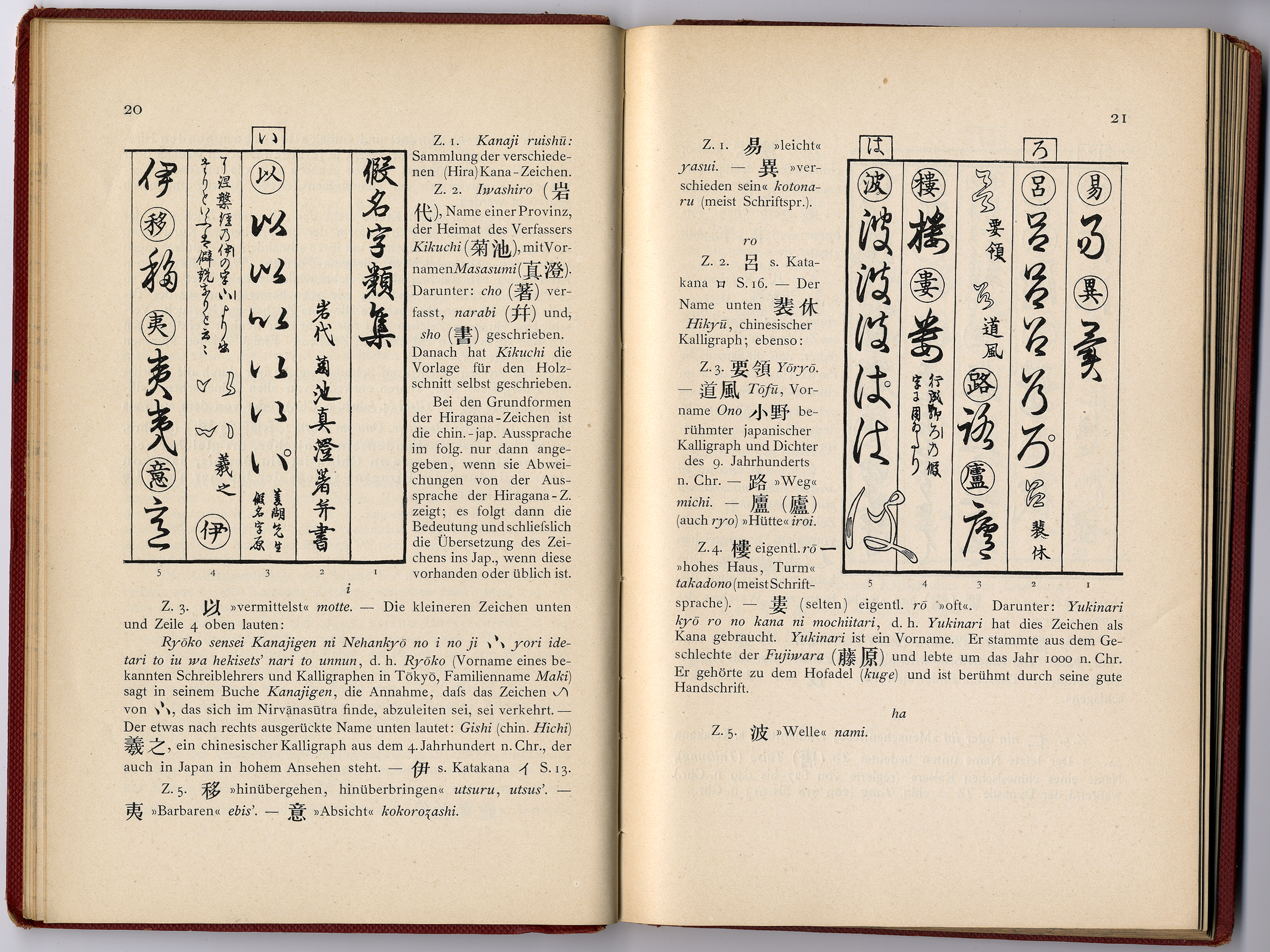
Seite aus Langes "Einführung in die japanische Schrift" 1. Auflage 1896

Rudolf Lange (* 12. Juli 1850 in Berlin; † 24. August 1933 ebenda) war ein deutscher Linguist und Japanologe.

## Leben
Der Berliner Rudolf Lange studierte nach dem Abitur Altphilologie und Germanistik. In der Folge war er kurzzeitig als Gymnasiallehrer am Gymnasium zum Grauen Kloster in Berlin angestellt, ehe er 1874 ein Angebot für eine Dozentenstelle für Deutsch, Latein und Geografie an der Medizinischen Schule in Tokio, die später als Medizinische Fakultät in die Kaiserliche Universität Tokyo eingegliedert wurde, wahrnahm, die er bis 1881 ausfüllte. Während dieser Zeit engagierte er sich auch in der 1873 gegründeten Deutschen Gesellschaft für Natur- und Völkerkunde Ostasiens, in deren Mitt(h)eilungen er eine Reihe von Arbeiten publizierte. Besonders japanische Sprichwörter und sprichwörtliche Redensarten hatten es ihm angetan.
1887 wechselte er nach der Gründung des Seminars für Orientalische Sprachen (SOS) an die Friedrich-Wilhelms-Universität nach Berlin. Dort wurde er als erster und einziger Lehrstuhlinhaber für Japanisch – erster Professor für Japanologie im deutschen Sprachraum wurde 1914 Karl Florenz an der Universität Hamburg – mit der sprachlichen und landeskundlichen Ausbildung von Diplomaten, Kaufleuten, Dolmetschern und Wissenschaftlern betraut. Im Jahr 1920 zog Lange sich aus gesundheitlichen Gründen – er war durch zunehmende Augenschwäche und ein Nervenleiden gehandikapt – aus dem Berufsleben zurück.
Rudolf Lange, der zu den Mitbegründern der deutschen Japanologie zählt, verfasste grundlegende Lehrbücher zur japanischen Sprache und Schrift.

## Schriften
- Altjapanische Frühlingslieder aus der Sammlung Kokinwakashu. Weidmannsche Buchhandlung, Berlin 1884 (Digitalisat)
- Lehrbuch der japanischen Umgangssprache: Formenlehre und die wichtigsten Regeln der Syntax (= Lehrbücher des Seminars für orientalische Sprachen zu Berlin. Band 1). Spemann, Stuttgart 1890, 1906, 1922
- Einführung in die japanische Schrift (= Lehrbücher des Seminars für Orientalische Sprachen zu Berlin. Band 15). W. Spemann, Stuttgart & Berlin 1896 (Digitalisat)
- A text-book of colloquial Japanese by Dr. Rudolf Lange. English edition by Christopher Noss. Methodist Publishing House, Tokyo 1903 (Digitalisat), 1907 (Digitalisat), 1912 (Digitalisat)
- Übungs- und Lesebuch zum Studium der japanischen Schrift (= Lehrbücher des Seminars für Orientalische Sprachen zu Berlin. Band 19). G. Reimer, Berlin 1904
- Thesaurus Japonicus. Japanisch-deutsches Wörterbuch. Lexikon der in der japanischen Sprache üblichen chinesischen Zeichen und ihrer Zusammensetzungen samt den verschiedenen Arten der Aussprache und den Bedeutungen. 3 Bde. Georg Reimer, Berlin 1913 (Digitalisat Bd. 1), Walter de Gruyter & Co., Berlin & Leipzig 1919 (Digitalisat Bd. 2), 1920 (Digitalisat Bd. 3)

Zeitschriftenaufsätze:
- Noch Einige Sprichwoerter und Sprichwoertliche Redensarten der Japaner. Mittheilungen der Deutschen Gesellschaft für Natur- und Völkerkunde Ostasiens (MOAG), Band I (1873–1876), Heft 8, S. 50–52 (Digitalisat) – Fortsetzung zu Alexander von Knobloch: Japanische Sprichwoerter und Redensarten (Digitalisat)
- Noch Einige Sprichwoerter und Sprichwoertliche Redensarten. MOAG, Band I, Heft 9, S. 59–60 (Digitalisat)
- Noch einige japanische Sprichwoerter. MOAG, Band I, Heft 10, S. 34–37 (Digitalisat)
- Der Kampf auf Ueno (4. Juli 1868). MOAG, Band II (1876–1880), Heft 13, S. 96–101 (Digitalisat)
- Das Taketori Monogatari. MOAG, Band I, Heft 17, S. 303–318 (Digitalisat)
- Japanische Sprichwoerter. MOAG, Band I, Heft 20, S. 415–421 (Digitalisat)
- Kritische Betrachtungen zu den „Bemerkungen und Berichtigungen“. MOAG, Band VIII (1899–1902), Theil 1, S. 23–51 (Digitalisat)
- Florenz, Carl / Lange, Rudolf: Die Bedeutung des Pronomens „dore“. MOAG, Band IX (1902–1903), Teil 2, S. 291–295 (Digitalisat)
- Japanische Wappen. In: Mittheilungen des Seminars für Orientalische Sprachen an der Königlichen Friedrich Wilhelms-Universität zu Berlin, Jahrgang VI (1903), S. 63–281 (Digitalisat)